# Falken (Callenberg)
Falken ist ein Ortsteil der Gemeinde Callenberg im Landkreis Zwickau (Freistaat Sachsen). Der Ort wurde am 1. Januar 1994 mit zwei weiteren Gemeinden zur Gemeinde Chursbachtal vereinigt, die am 1. Januar 1999 in die Gemeinde Callenberg eingegliedert wurde. In Falken befindet sich das Gemeindeamt der Gemeinde Callenberg.

## Geografie

### Geografische Lage und Verkehr
Falken liegt im Nordosten der Gemeinde Callenberg im Zentrum des Chursbachtals. Durch Falken fließt der Langenberger Bach, ein Zufluss der Zwickauer Mulde. Südlich des Orts befindet sich das Landschaftsschutzgebiet „Pfaffenberg–Oberwald“. Über den Nachbarort Reichenbach wird die Bundesautobahn 4 mit der Anschlussstelle „Hohenstein-Ernstthal“ erreicht.

### Nachbarorte
|                       | Langenchursdorf                             | Rußdorf    |
| Reichenbach           | Kompassrose, die auf Nachbargemeinden zeigt | Meinsdorf  |
| Waldenburger Oberwald |                                             | Langenberg |

## Geschichte

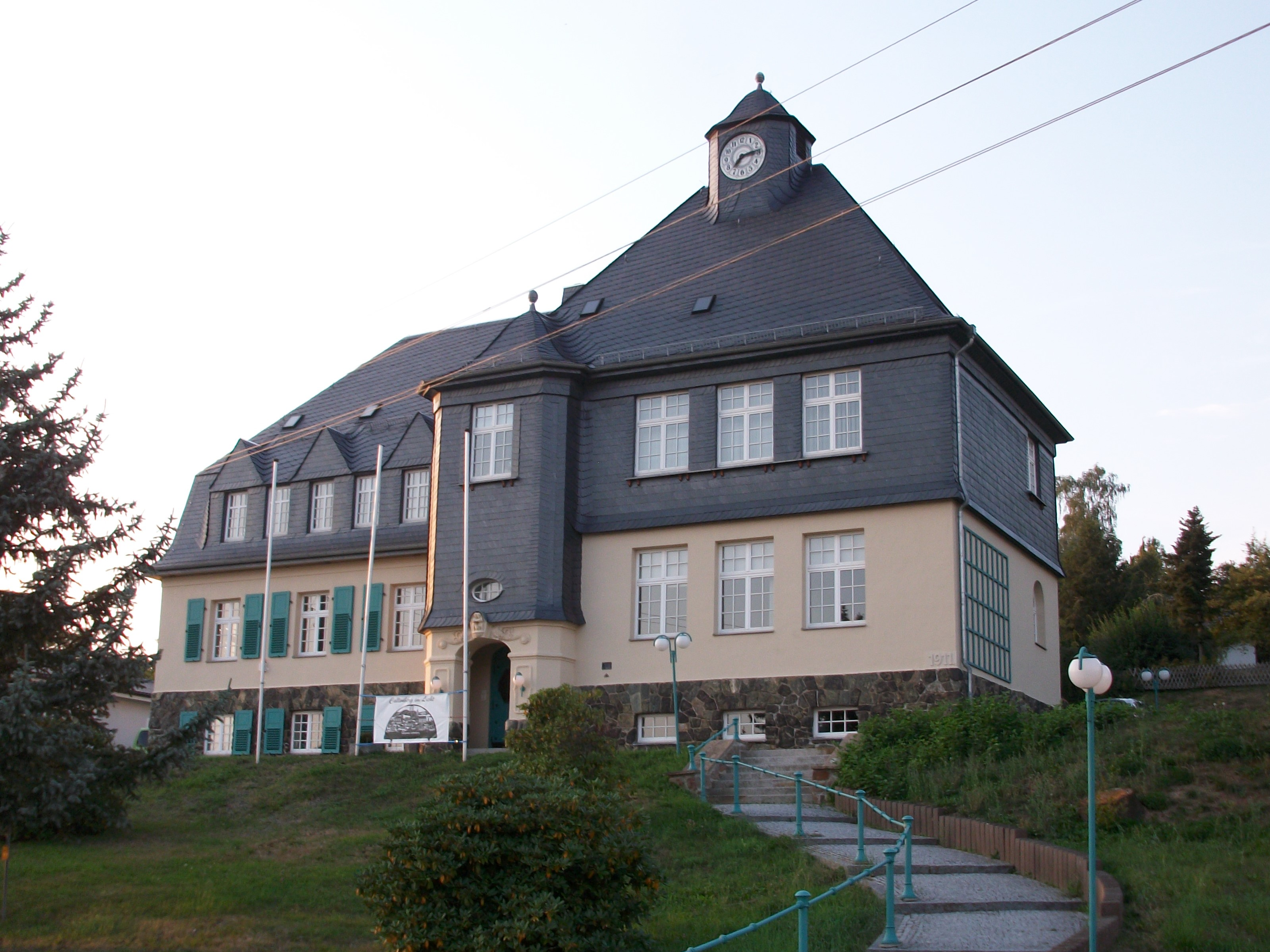
Gemeindeamt der Gemeinde Callenberg in Falken

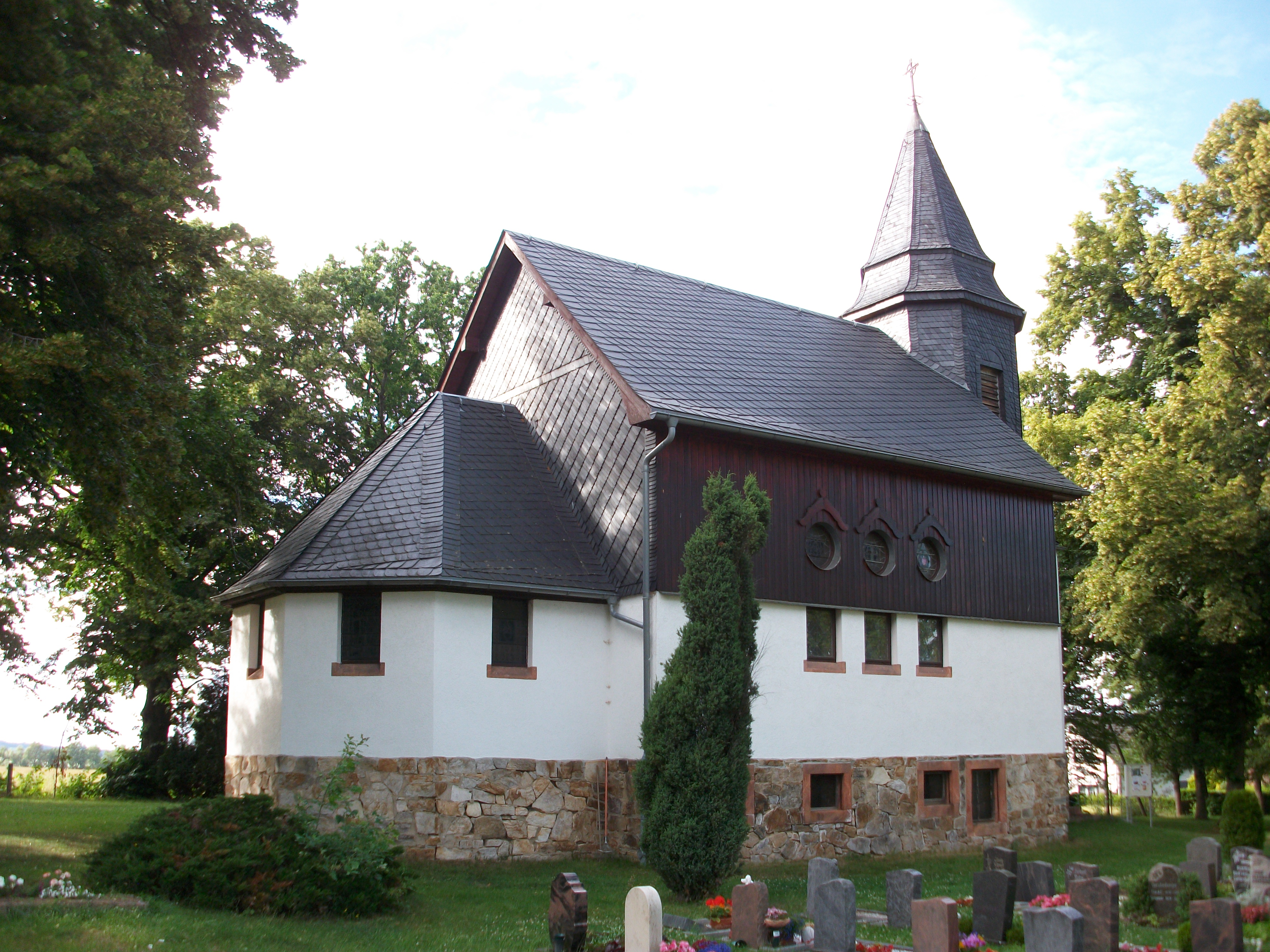
Kapelle Falken

Das Waldhufendorf Falken wurde zwischen 1183 und 1200 auf Initiative der Herren von Waldenburg durch Ansiedlung fränkischer Bauern aus der Gegend des Siebengebirges und des Siegtals angelegt. Um 1460 wurde der Ort erstmals unter dem Namen Quaß, Valke bzw. Valken im Terminierbuch des Franziskanerklosters Zwickau erwähnt. Der Ortsname Valken bezieht sich entweder auf den Gründer des Orts oder auf die Falknerei, die die Herren von Waldenburg hier nach mittelalterlichem Brauch betrieben haben sollen. Quaß hingegen bedeutet Trunk, Umtrunk, Zechgelage, was seinen Ursprung wohl vor allem im alten Richter- und Schenkgut, dem heutigen Gasthof hat. Während des Schönburgischen Bauernkriegs (1652–1680) fanden im Richtergut häufig geheime Treffen der Aufständischen statt, da der Wirt selbst einer der Anführer war. Im Jahre 1594 entstanden die spätere Kummerow-Mühle bzw. die Uhlmann-Mühle. Beide sind heute nicht mehr im Betrieb.
Bezüglich der Grundherrschaft gehörte Falken bis ins 19. Jahrhundert als Amtsdorf zur schönburgischen Herrschaft Waldenburg. Lediglich die Kummerow-Mühle unterstand dem Rittergut Callenberg, welches wiederum als Vasallengericht unter der Verwaltung der Herrschaft Waldenburg stand. Nachdem auf dem Gebiet der Rezessherrschaften Schönburg im Jahr 1878 eine Verwaltungsreform durchgeführt wurde, kam Falken im Jahr 1880 zur neu gegründeten sächsischen Amtshauptmannschaft Glauchau. Das Schulgebäude aus dem Jahr 1840 wurde 1912 durch einen ansehnlichen Neubau ersetzt. 1914 erhielt der Ort zum 50-jährigen Bestehens des Turnvereins eine Turnhalle, welche noch heute vom Schulsport und den Kunstradfahrern des Landsportvereines Langenberg/Falken genutzt wird. Im Jahr 1913 besuchte der sächsische König Friedrich August III. das Dorf Falken.
Durch die zweite Kreisreform in der DDR kam die Gemeinde Falken im Jahr 1952 zum Kreis Hohenstein-Ernstthal im Bezirk Chemnitz (1953 in Bezirk Karl-Marx-Stadt umbenannt). Zwischen 1950 und 1952 erfolgten auf den Fluren von Falken Probebohrungen auf Nickelerz. Die Gemeinde Falken kam im Jahr 1990 zum sächsischen Landkreis Hohenstein-Ernstthal, der 1994 im Landkreis Chemnitzer Land bzw. 2008 im Landkreis Zwickau aufging. Am 1. Januar 1994 vereinigten sich die Gemeinden Langenchursdorf, Falken und Langenberg mit Meinsdorf zur Gemeinde Chursbachtal, welche am 1. Januar 1999 nach Callenberg eingemeindet wurde. Seitdem bildet Falken einen von sieben Ortsteilen der Gemeinde Callenberg. Das unter Denkmalschutz stehende ehemalige Schulgebäude von Falken aus dem Jahr 1912 ist seit dem 1. Januar 1999 Sitz der Gemeinde Callenberg.

### Kirchengeschichte
Kirchlich gehört Falken seit jeher zur Parochie Langenchursdorf. Im Jahr 1871 erhielt der Ort einen eigenen Friedhof mit einer kleinen Kapelle. Da die Kapelle bereits zu Anfang des 20. Jahrhunderts baufällig war, errichtete man 1914 eine neue Kapelle, in der auch Gottesdienste stattfinden können. Da das Geläut im Jahr 1917 für Rüstungszwecke abgegeben werden musste, wurde 1920 ein neues Geläut angeschafft. Nach der Erneuerung des Innenbereichs erhielt die Falkener Kapelle im Jahr 1978/79 den alten, aus dem 16. Jahrhundert stammenden Taufstein aus der Langenchursdorfer Kirche. Im Jahr 1999 wurde aus Spendengeldern eine neue kleine E-Orgel angeschafft. Einen Brandanschlag am 21. Januar 2007 überstand die Kapelle ohne größere Folgen.

## Ehrenbürger
Am 30. Mai 1933 wurden Adolf Hitler, Paul von Hindenburg und Martin Mutschmann zu Ehrenbürgern der Gemeinde ernannt.